# Teoria espectral
En matemàtiques, la teoria espectral és un terme que inclou des de les teories de l'ampliació del Valor propi, vector propi i espai propi d'una matriu simple, fins a una teoria més àmplia de l'estructura dels operadors en una varietat d'espais matemàtics. És el resultat dels estudis d'àlgebra lineal i les solucions de sistemes d'equacions lineals i les seves generalitzacions. La teoria està connectada a la de les funcions analítiques, ja que les propietats espectrals d'un operador es relacionen amb les funcions analítiques del paràmetre espectral.